# تل خشتی
تل خشتی در شهرستان دشتستان، بخش شبانکاره، دهستان شبانکاره، روستای خلیفه‌ای واقع شده و این اثر در تاریخ ۸ بهمن ۱۳۸۵ با شمارهٔ ثبت ۱۷۱۲۳ به‌عنوان یکی از آثار ملی ایران به ثبت رسیده است.